# Esthal
Esthal (palat. Eschdl) – miejscowość i gmina w Niemczech, w kraju związkowym Nadrenia-Palatynat, w powiecie Bad Dürkheim, wchodzi w skład gminy związkowej Lambrecht (Pfalz).